# 冬天的故事 (電影)
《冬天的故事》（法語：Conte d'hiver）是埃里克·侯麥（Eric Rohmer）於1992年导演的法国剧情片。该电影是侯麦的“四季的故事”系列的第二部影片。

## 剧情
年轻的女性菲利茜（Félicie）和夏尔（Charles）度过了浪漫的一夏。结果分离的时候，他们留错了联系方式，无法联系到对方。菲利茜怀上了夏尔的孩子，并将她抚养长大。她后来还是遇到了一些男人，可是她怎么都无法将忘记夏尔。

## 外部連結
- 互联网电影数据库（IMDb）上《冬天的故事》的资料（英文）
- 豆瓣电影上《冬天的故事》的資料 （简体中文）